# Madonna in trono col Bambino tra i santi Eusebia, Andrea, Domno e Domneone
La Madonna in trono col Bambino tra i santi Eusebia, Andrea, Domno e Domneone è un dipinto a olio su tela (224x174 cm) del Moretto, databile al 1536-1537 e conservato nella chiesa di Sant'Andrea a Bergamo, al primo altare destro.
La tecnica compositiva e i nuovi elementi che il Moretto inserisce nel dipinto portano a un'eccezionale novità nella sua produzione artistica, facendo di questa tela il primo, vero risultato del suo stile più personale, ormai sganciato dall'arte veneziana. In quest'opera, il Moretto si dimostra molto più sobrio e ricercato, dalla composizione ai colori, ai dettagli, alle linee, alle movenze e posture dei personaggi, con un uso delle ombre continuamente ricercato. Nel dipinto si possono anche avvertire, forse per la prima volta nell'arte del pittore, i primi segni di maniera, di meccanicità e di artificio, rilevabili nella ricerca di massima naturalezza delle forme.

## Storia
I documenti riguardanti la commissione e il pagamento della tela sono stati resi noti per la prima volta nel 1981 dalla studiosa Maria Cristina Rodeschini, risolvendo l'annoso problema della sua datazione. Quindi, si sa per certo che la tela fu commissionata il 17 giugno 1536 e pagata il 24 novembre 1517: l'esecuzione si colloca di conseguenza tra queste due date. Dai medesimi documenti risulta che il 10 maggio 1534 la vicinia di Sant'Andrea a Bergamo, cioè la comunità popolare gravitante attorno alla chiesa di Sant'Andrea, decide di dotare la propria chiesa parrocchiale di un'ancona all'altare maggiore, con l'impegno di provvedere alla somma necessaria. Il contratto con il Bonvicino viene stipulato solo due anni dopo e, in questo, il pittore si impegna a dipingere la pala "cum diversis figuris", dietro compenso di 50 scudi d'oro: l'opera, però, sarà infine pagata solo 40 scudi. Tra i committenti risulta esserci Marcantonio Grumelli, padre del più famoso Gian Gerolamo Grumelli che abitava palazzo Grumelli nella vicina Sant'Andrea.
Non sono attualmente noti documenti in grado di fornire una spiegazione al riguardo, ma la Rodeschini tende a escludere che la vicinia abbia avviato un contenzioso col Moretto ottenendo una riduzione del compenso, giudicando l'opera finita non rispondente alle proprie aspettative. Secondo la studiosa, "l'iniziale richiesta di un dipinto che avesse certe dimensioni e presentasse un certo numero di figure era mutata nel corso dell'esecuzione dell'opera, che appare di insolite misure per una pala d'altare maggiore e con la presenza di appena quattro figure oltre il gruppo della Vergine col Bambino. Tali riduzioni, che non compromisero certo la qualità del quadro, incisero evidentemente sulla cifra stabilita". Non è comunque dello stesso parere Pier Virgilio Begni Redona, che nel 1988 scrive: "il dato delle misure non costituisce obiezione, essendo esse del tutto adatte anche per una eventuale ricollocazione della pala nel luogo originario in presbiterio (la tela si trova al primo altare destro), stante la scarsa ampiezza del vano complessivo dell'edificio chiesastico; circa il numero delle figure non pensiamo che fossero potute essere di più". Secondo il critico, infatti, nella tela è sufficiente la presenza del gruppo della Vergine col Bambino, del santo titolare, ovvero sant'Andrea apostolo, e degli altri tre santi legati alla chiesa, sant'Eusebia di Bergamo e i santi Domno e Domneone, patroni di una famiglia con cappella gentilizia nella chiesa e, pertanto, presenti nell'opera solo per una questione di committenza. Secondo Redona, pertanto, i tre "figurano come compatroni di questa chiesa insieme al santo del titolo originario, Andrea, e non è pensabile che, come pala dell'altare maggiore, la tela dovesse comprendere altri santi".
L'opera è stata sottoposta a restauro completo tra il 1987 e il 1988 e, a lavori terminati, è rimasta esposta per alcuni mesi all'Accademia Carrara assieme alla documentazione riscoperta pochi anni prima.

## Descrizione
Al centro del dipinto, su un trono rialzato con un alto piedistallo, è seduta la Madonna con in braccio il Bambino, entrambi con il capo sormontato da un'aureola eterea e reclinati verso il basso. Ai suoi piedi, da sinistra verso destra, vi sono sant'Eusebia di Bergamo, sant'Andrea apostolo e i santi Domno e Domneone, due a sinistra e due a destra del trono, dal quale scende un drappo bianco con decori vegetali. Andrea, secondo l'abituale iconografia, regge un alto crocifisso, mentre gli altri recano la palma del martirio. Alla base, sulla pavimentazione a motivi geometrici, è appoggiata una fruttiera colma di pere.
La scena si svolge in un contesto architettonico, ben visibile alle spalle della Madonna: ai lati dello schienale in pietra, probabilmente una grande lesena di cui si intravede solo la base, sono poste due colonne con proprie basi. Della colonna di destra, oltretutto, è presente solo un frammento, oltre il quale si vede fuoriuscire un piccolo albero. Sullo sfondo si intravede un cielo coperto di nubi.

## Stile
Camillo Boselli, nel 1954, vede nel dipinto "una rapida e precoce fase di declino dovuta sicuramente allo smottamento degli aurei canoni tizianeschi e giorgioneschi per opera degli elementi bresciani e dei fatti nuovi che avvenivano a Venezia". Il Boselli, comunque, non poteva essere a conoscenza dell'esatta data di esecuzione del dipinto, che infatti posticipava almeno al 1539, dopo la Pala Rovelli.
Già Adolfo Venturi, nel 1929, si era però accorto di questa "accresciuta ricchezza di valori formali e del nuovo sperimentalismo avviato dal Moretto con questo dipinto". In questa pala, il Moretto, "curvando la Vergine dal trono verso un santo martire, unisce […] in sacra conversazione la Donna del cielo coi Santi della terra, e fa che il puttino s'agiti similmente a quello della Pala Rovelli; sembra anzi in procinto di sgusciare dalle braccia materne con un impeto che verrà meno poi ai divini fanciulli del Moretto. I quattro Santi in basso […] par che s'aggirino sopra un piano tondo, col perno nella fruttiera che vi è deposta; due son visti da tergo di sfuggita, e non hanno corrispondenza con gli altri due dall'opposto lato. La massa dei marmi a fondo dell'altare […] gravita col suo maggior peso da questa parte, anche per la gran croce di sant'Andrea, così da suggerir un'idea di moto della scena verso manca. Più che dell'equilibrio della composizione, il Moretto sembra impensierirsi di proiezioni d'ombre dalle figure e dal crocione di sant'Andrea sui marmi; e valersi del gioco pesante degli scuri per rilevar più bianco, più argentato il drappo a fiorami che cade giù dall'altare, formando anch'esso un rettangolo d'ombra".
Anche György Gombosi, nel 1943, sottolinea l'alto grado di evoluzione in fatto di pale d'altare: "il quadro ha ora meno figure e queste non sono così fitte e stipate [...]. Ora esse hanno uno sviluppo più tranquillo e più completo nello spazio con esiti di grandiosità. Il motivo del "visto da dietro", la linea splendida dell'"essere in procinto di camminare" sono elementi che danno contenuto e vita al nuovo stile. Il modo con cui il santo più giovane accompagna il più vecchio, come le loro linee si appoggino l'una all'altra, come le loro gambe si incrocino senza perdere la chiarezza dei loro contorni, sono cose completamente nuove nell'arte del Moretto".
Roberto Longhi, nel 1929, fa notare anche l'inserto del bacile con le pere, "nuovo e carico di significati, uno dei brani più convincenti di pittura pre-caravaggesca, un esempio di natura morta ancora velata, al pari di altri in cui c'è dovizia del Moretto, quali i rametti di pere sui gradini della pala del Vaticano (la Madonna delle pere), le rose spiccate e buttate al suolo nella Pala Rovelli […] o i frequenti attributi di santità rotolati a terra: libri, chiavi, strumenti, tutta una suppellettile vivacissima dove l'interesse pittorico, la fragranza, la verità, additano ormai vicino il momento in cui questi frammenti avranno un valore di etica artistica anche sciolti da ogni dipendenza gerarchica ad un soggetto".
Alcune riserve di fondo, in presenza di un'opera di una "perfezione stilistica che ti lascia ammirato, ma non commosso", sono avanzate ancora dal Boselli nel 1954: "perché anche l'abilità nell'imperniare i piani ruotanti dei santi su quella fruttiera, anche l'espediente finissimo della croce di sant'Andrea che come costolone porta lo spettatore alla visione divina, o quelle palme dei santi che servono a riprendere o ad introdurre dei ritmi nuovi, danno all'opera un po' troppo senso di voluto e lezioso. Proprio come la natura morta del primo piano. È un pezzo d'una bravura eccezionale e per compierlo il Moretto deve avere avuto una buona dose di audacia, eppure nonostante tutte queste perfezioni noi sentiamo e vediamo che un pochino di maniera, di meccanismo si è infiltrato fra le setole dei pennelli. Quell'unica pera caduta dalla fruttiera ben colma e ordinata dà il timbro a tutta l'anconetta, un timbro altissimo, ma freddo e compassato, quasi da scena di palazzo. Anche il colore non manca d'adeguarsi a questo preziosismo, giacché il Moretto cerca effetti sorprendenti di naturalezza, arditi accostamenti, diventa più sobrio e più ricercato. Il colore quindi si attenua, […] inumidendosi e smontandosi proprio come se una folata di aria umida gli fosse passata sopra. E questo è conseguenza di una penetrazione dei fatti bresciani".